# Henryka Beyer
Henryka Zofia Maria Beyer, i tyska avhandlingar även Henriette Sophie Marie Beyer, född Minter, 7 mars 1782 i Stettin, död 24 oktober 1855 i byn Chrzanów nära Warszawa, var en tysk-polsk konstnär som främst är känd för blomstermålningar.

## Biografi
Beyer undervisades i hemorten av målaren Peter Schmidt. Året 1805 flyttade hon till Berlin och var bosatt hos sin bror, som är känd för miniatyrmålningar och litografier. Där studerade hon för Gottfried Wilhelm Völker som var direktör för Königliche Porzellan-Manufaktur Berlin. Hon gifte sig åter i Polen med tjänstemannen Wilhelm Beyer. Efter makens död 1819 fick hon olika uppdrag i regionen och inrättade 1824 den första konstnärsskolan för kvinnor i Polen. Vid olika utställningar i Warszawa mellan 1821 och 1845 vann hon två guld- och en bronsmedalj.
Hennes verk utgörs av oljemålningar, akvareller och sällan gouachemålningar. Beyer målade stilleben med blommor och frukter i traditionen av nederländska målare från 1600- och 1700-talet. Några verk är porträtt med utsmyckande blommor. Målningen Blomsterbukett i en vas från 1827 valdes i december 1989 som motiv för ett polskt frimärke.

## Galleri

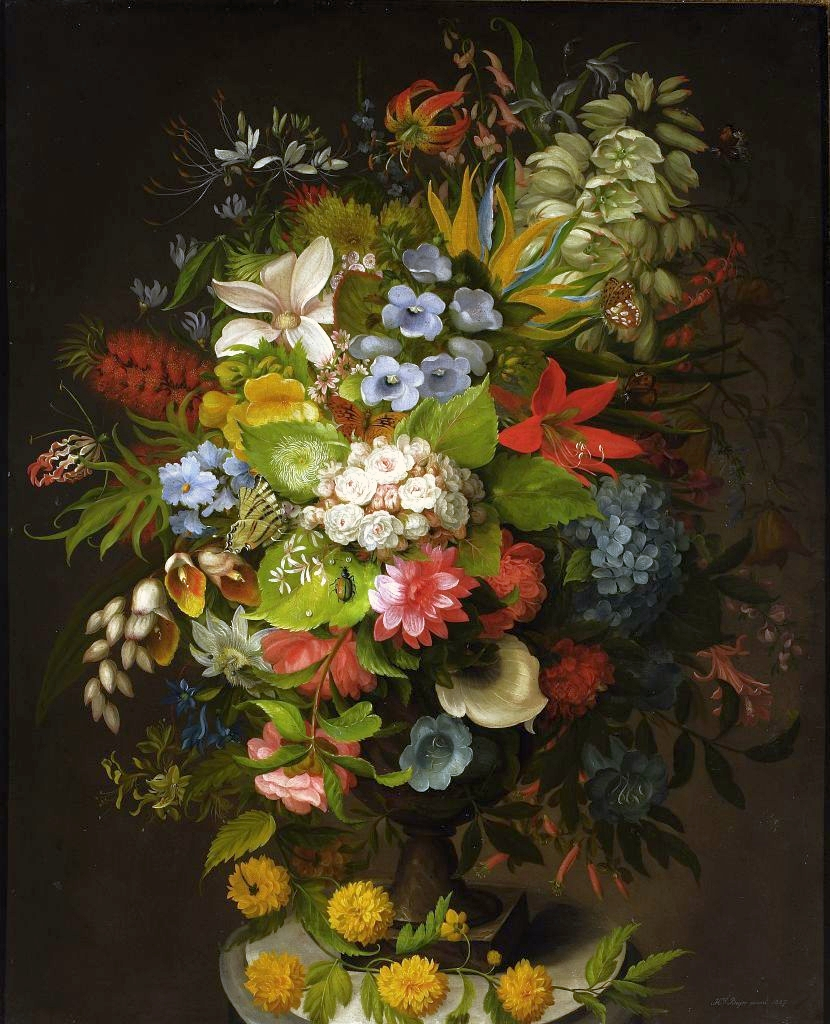
Henryka Beyer, Blomsterbukett i en vas, 1827